# LGBT en Suède

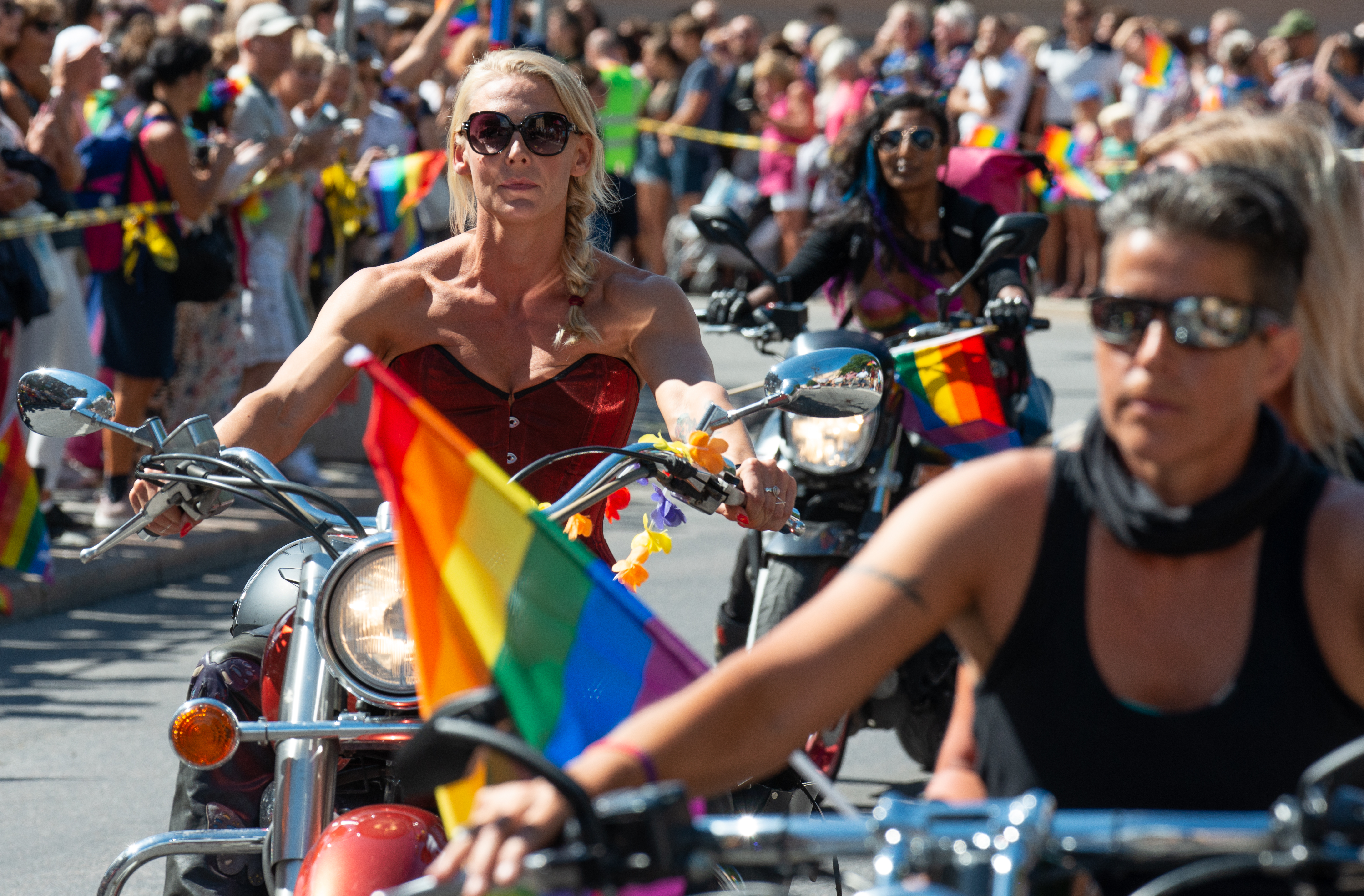
Dykes on Bikes à L'Europride 2018, qui se tenait à Stockholm

La Suède fait partie des pays d'Europe et du monde où la législation relative aux personnes LGBT est la plus progressiste. Le militantisme LGBT y est ancien, avec des associations actives continument depuis les années 1950. 

## Histoire

### À partir de 1944
Le 1er juillet 1944 marque un tournant dans l'histoire LGBT suédoise puisqu'il s'agit de la date de la décriminalisation des actes homosexuels. 

## Mouvement

### Associations
En 1950 est créée la RFSL, Fondation pour les droits des personnes LGBT (Riksförbundet för homosexuellas, bisexuellas, transpersoners och queeras rättigheter, anciennement Riksförbundet för sexuellt likaberättigande), l'une des premières associations LGBT au monde.

### Droits
Les droits des personnes LGBT sont considérés comme parmi les plus progressistes d'Europe et du monde. Les relations sexuelles entre personnes du même sexe ont été légalisées en 1944 et l'âge du consentement est identique aux relations sexuelles hétérosexuelles depuis 1972. La Suède est également devenue le premier pays au monde à permettre aux personnes transgenres de faire une chirurgie de réattribution sexuelle en 1972. La transidentité a été déclassifiée en tant que maladie mentale en 2017, et une législation autorisant les changements légaux de genre sans hormonothérapie substitutive et chirurgie de changement de sexe a été adoptée en 2013.